# Basilio I
Basilio I (en griego: Βασίλειος, romanizado: Basíleios, 811/813-29 de agosto de 886), llamado el Macedonio (en griego: ὁ Μακεδών, romanizado: ō Makedṓn) o el Grande (en griego: ὁ Μέγας, romanizado: ō Mégas), fue emperador bizantino desde el año 867 hasta su muerte. Nació en una familia asentada en Charioupolis (Thema de Macedonia), pero los historiadores discrepan sobre su origen étnico; la genealogía elaborada durante su reinado lo considera de origen armenio, mientras que las fuentes árabes lo denominan eslavo; sin embargo, la primera le asigna un origen real (arsácida, descendiente de Tiridates) y para los segundos todo macedonio era, por sí mismo, un eslavo.

## Primeros años
El año de nacimiento de Basilio ha sido motivo de controversia. Tradicionalmente se ha situado su nacimiento en torno a 811-13, fecha esta última en la que el khan búlgaro Krum saqueó la ciudad de Adrianópolis deportando a sus habitantes, entre los que se encontraban los padres de Basilio, al norte del Danubio. La confusión en las fechas proviene de los propias fuentes bizantinas que décadas o siglos más tarde recogen la historia de los orígenes del emperador, como la Vita Basilii, segunda parte del Teófanes Continuatus o la crónica posterior de Juan Escilitzes. En ellas se incurre en numerosas contradicciones, ya que de la misma manera se afirma que Basilio era un recién nacido en el momento en el que sus padres fueron deportados como aseguran apenas unas páginas más tarde que era un niño veinte años más tarde. Muchos historiadores sitúan su fecha más probable de nacimiento en la década de 830, probablemente en 832 o 836. Tras la muerte de su padre, decidió ir a Constantinopla en busca de fortuna.  Tras ser acogido por el abad de un monasterio, entró al servicio de Teofilitzes, un pariente del césar Bardas (tío del emperador Miguel III el Beodo), como paje. Estando al servicio de este, visitó la ciudad de Patras, donde se ganó el favor de Danielis, una rica dama que lo tomó a su servicio y le dotó de una gran fortuna. Por otra parte, pronto lograría también convertirse en compañero y miembro de la guardia personal (parakoimomenos) de Miguel III.

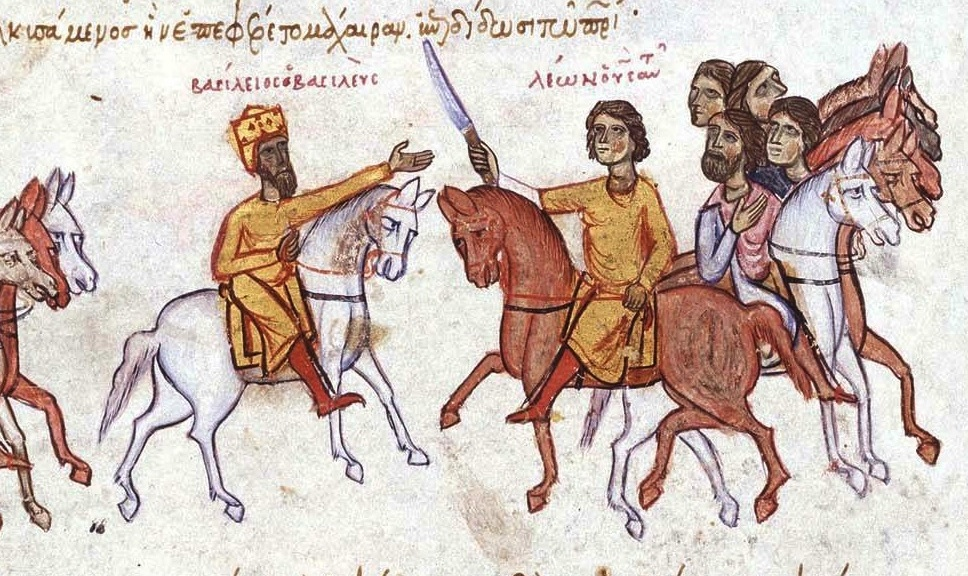
Basilio I y su hijo León VI.

Para aumentar su favor ante Miguel III, se divorció de su esposa y se casó con Eudocia Ingerina, una de las amantes de Miguel. Siempre se ha creído que León VI, el sucesor de Basilio y su supuesto hijo, era en realidad hijo de Miguel. Basilio consiguió entonces matar a Bardas, que gobernaba de hecho el Imperio en lugar de Miguel; lo que llevó a cabo con el consentimiento del emperador en abril de 866, con lo que tan sólo una semanas después Basilio era nombrado “césar”. Por entonces pocos imaginarían que Basilio iba a ser capaz de gobernar el Imperio por sí mismo, pues era famoso por llevar la misma vida desordenada y orgiástica que su amigo el emperador Miguel, pero en septiembre de 867 asesinó a Miguel, iniciando su reinado en solitario.

## Emperador

El Imperio bizantino en el 867, el primer año del reinado de Basilio.

Basilio I se convirtió en un monarca efectivo y respetado, gobernando durante 19 años, a pesar de ser un hombre sin educación formal y poca experiencia militar o administrativa. Además, había sido el compañero de bendición de un monarca libertino y había alcanzado el poder a través de una serie de asesinatos calculados. El hecho de que haya poca reacción política al asesinato de Miguel III se debe probablemente a su impopularidad entre los burócratas de Constantinopla debido a su desinterés por las tareas administrativas de la oficina imperial. Además, las demostraciones públicas de impiedad de Miguel habían enajenado a la población bizantina en general. Una vez en el poder, Basilio pronto demostró que tenía la intención de gobernar con eficacia y, desde su coronación, mostró una religiosidad manifiesta al dedicar formalmente su corona a Cristo. Mantuvo una reputación de piedad y ortodoxia convencionales durante todo su reinado.
Basilio inauguraba así una nueva era en la historia del Imperio, que se asocia tradicionalmente con la nueva dinastía que acababa de fundar: la dinastía macedónica. Se trató de un periodo de expansión territorial durante el cual el Imperio se convirtió en la mayor potencia de la Europa cristiana del momento.

### Política interior
A causa del extenso trabajo legislativo que Basilio llevó a cabo, que consistió en la recuperación y puesta al día de la compilación de Justiniano I, se le suele conocer como el «segundo Justiniano». Las leyes fueron compiladas en la Basilika, que comprendían sesenta libros, y además se prepararon ciertos manuales jurídicos menores llamados Prochiron y Eisagoge. León VI completaría esta compilación legislativa. La Basilika siguió siendo el Derecho del imperio bizantino hasta su conquista por los otomanos. Irónicamente, esta codificación de leyes parece que comenzó bajo la dirección del césar Bardas quien fue asesinado por Basilio. Basilio supervisó personalmente la construcción de la catedral Nea Ekklesia. Por otra parte, la administración fiscal de Basilio resultó ser bastante prudente.
Su política eclesiástica destacó por las buenas relaciones con la Iglesia católica de Roma. Uno de sus primeras medidas consistió en enviar al exilio al patriarca de Constantinopla Focio, restaurando al patriarca Ignacio I, cuyos derechos contaban con el apoyo del papa Adriano II. Sin embargo, Basilio no tenía la intención de someterse a Roma más allá de cierta medida. La decisión del zar búlgaro Boris I de Bulgaria de someter a la nueva iglesia búlgara a la jurisdicción de Constantinopla supuso un gran golpe para Roma, que pretendía hacerse con su control. En 877 Focio volvió al patriarcado, y se produjo una cierta ruptura, aunque no formal, con la Iglesia católica. Sería un hito más en la serie de conflictos que llevaron al Cisma de Oriente que dio lugar a la separación de las Iglesias católica y ortodoxa.

### Política exterior
El reinado del emperador Basilio estuvo marcado por la problemática guerra en curso con los heréticos paulicianos, centrados en Tefrique en el Éufrates superior, que se rebeló, se alió con los árabes y asaltó hasta Nicea, saqueando Éfeso. En 871, el emperador dirigió una expedición contra ellos pero no pudo apoderarse de Tefrique y Melitene; no obstante, al año siguiente, el Doméstico de las escolas, Cristóbal, tuvo más éxito y logró derrotar al líder de los Paulicianos, Crysocheir, quien también perdió la vida durante la batalla, poniendo fin al Estado Pauliciano. 
En la parte oriental del Mediterráneo, la crisis iconoclasta había permitido que los pueblos dálmatas y las tribus eslavas cortaran gradualmente los lazos que los unían con Bizancio. Pero cuando los árabes aparecieron a lo largo de la costa en 867, estos pueblos llamaron a la armada bizantina, que logró hacer retroceder a los atacantes al sur de Italia. Se restableció así la autoridad del Imperio bizantino en la costa oriental del Adriático permitiendo la creación del Thema de Dalmacia y una rápida difusión del cristianismo en la región.
La flota bizantina pudo entonces concentrar sus esfuerzos en el sur de Italia. Para contrarrestar el avance de los árabes en Sicilia, Basilio I primero trató de hacer una alianza con Luis II  (Rey de Italia de 844 a 876 y Emperador de Occidente de 850 a 876) que controlaba el norte y centro de Italia; sin embargo, este intento no tuvo los resultados esperados, pues el propio Luis II deseaba extender su jurisdicción sobre esta parte de Italia. Rápidamente estalló un conflicto entre los dos soberanos, los bizantinos no reconocieron a Luis II más que el título de "Rey de Italia" y no el de "Emperador de Occidente". Tan pronto como llegó, la flota bizantina de 139 naves comandadas por Nicetas Orifas se retiró y el compromiso entre Constantino, el hijo mayor de Basilio I y Ermengarda, hija de Luis II el Joven, se rompió. Luis II logró tomar Bari, una ciudad tradicionalmente bizantina, en 871, de la cual tomó posesión directa. Solo después de la muerte de Luis II, en 876, la ciudad, nuevamente asediada por los árabes, se volvió hacia Constantinopla y se convirtió en la capital del nuevo Thema de Langobardia, que incluía Puglia y Calabria.
En 875, con la ayuda de la misma flota, los bizantinos lograron apoderarse de Chipre, poniendo fin a un acuerdo por el cual árabes y bizantinos compartían la isla; Basilio aprovechó la oportunidad para transformarlo en un thema. Un nuevo ataque árabe en 882 lo obligó a volver al statu quo anterior.
Sin embargo, cuando, en 877, Siracusa fue sitiada por los árabes, Basilio prefirió usar su flota para transportar mármol destinado a la construcción de una iglesia que glorificaría su reinado, la Nea Ekklesia de Constantinopla. Cuando la primavera siguiente la flota se presentó frente a Siracusa, la ciudad, que representaba el punto central de la presencia bizantina en Sicilia, ya había caído en manos de los árabes, dejando a los bizantinos solo unas pocas posesiones a lo largo de la costa, incluida Taormina. En la propia Italia, el general Nicéforo Focas el Viejo pudo retomar Taranto y buena parte de Calabria en 880.
En 878, acompañado por su hijo mayor, Constantino, el emperador devastó muchas fortalezas secundarias en Capadocia, pero no pudo apoderarse de Adata, una fortaleza que haría posible avanzar sobre Siria. Otras dos expediciones, en 882 y 883, también fallaron.

### Últimos años y sucesión
El ánimo de Basilio decayó en 879, cuando murió su hijo mayor y favorito, Constantino. Basilio ahora elevó a su hijo menor, Alejandro, al rango de coemperador. A Basilio le disgustaba el aficionado a los libros de León, y en ocasiones lo golpeaba físicamente; probablemente sospechaba que León era el hijo de Miguel III. En sus últimos años, la relación de Basilio con León se vio empañada por la sospecha de que este último podría desear vengar el asesinato de Miguel III. León fue finalmente encarcelado por Basilio después de la detección de un supuesto complot, pero el encarcelamiento resultó en disturbios públicos; Basilio amenazó con cegar a León, pero fue disuadido por el Patriarca Focio. León finalmente fue liberado después de tres años. Basilio murió el 29 de agosto de 886 a causa de una fiebre que contrajo después de un grave accidente de caza cuando su cinturón quedó atrapado en las astas de un ciervo, y supuestamente lo arrastro 16 millas por el bosque. Fue salvado por un asistente que lo soltó con un cuchillo, pero sospechaba que el asistente intentaba asesinarlo y lo hizo ejecutar poco antes de que él mismo muriera. Uno de los primeros actos de León VI como emperador gobernante fue volver a enterrar, con gran ceremonia, los restos de Miguel III en el Mausoleo Imperial dentro de la Iglesia de los Santos Apóstoles en Constantinopla. Esto ayudó mucho a confirmar en la opinión pública la opinión de que León se consideraba el hijo de Miguel.

## Familia
Los aspectos de las relaciones familiares de Basilio I son inciertos y están abiertos a una variedad de interpretaciones. Por lo tanto, la información que se proporciona a continuación no debe tratarse como completa o definitiva:
- De su primera esposa María, Basilio tuvo varios hijos, entre ellos:
  - Bardas.
  - Anastasia, que se casó con el general Cristóbal.
  - Constantino (circa 865 - 3 de septiembre de 879), coemperador de Basilio desde el 6 de enero de 868 hasta su muerte. Según Georg Alexandrovič Ostrogorsky, Constantino estaba comprometido con Ermengarda de Italia, hija del emperador del Sacro Imperio Romano Germánico Luis II y Engelberga en 869. El contrato matrimonial se rompió en 871 cuando se rompieron las relaciones entre Basilio y Luis.
- Con Eudokia Ingerina, Basilio oficialmente tuve los siguientes hijos:
  - León VI, quien sucedió como emperador bizantino y en realidad pudo haber sido hijo de Miguel III.
  - Esteban I, patriarca de Constantinopla, que también pudo haber sido hijo de Miguel III.
  - Alejandro, quien sucedió a León como emperador bizantino en 912.
  - Ana Porfirogéneta, monja del convento de Santa Eufemia en Petrion.
  - Helena Porfirogéneta, monja del convento de Santa Eufemia en Petrion.
  - María Porfirogéneta, monja en el convento de Santa Eufemia en Petrion.

El hijo de León VI, Constantino VII, escribió una biografía de su abuelo, Vita Basilii, alrededor del año 950.